# Sami A.
Sami Ben Mohamed A. (* 1976 in El Hamma, Tunesien) ist ein salafistischer Prediger und mutmaßlicher ehemaliger Leibwächter von Osama bin Laden. Öffentliche Bekanntheit erlangte er durch seine Abschiebung aus Deutschland – eine Behördenmaßnahme, die am 15. August 2018 vom Oberverwaltungsgericht für das Land Nordrhein-Westfalen als „evident rechtswidrig“ bewertet wurde. Der sich durch die Rechtswidrigkeit ergebenden Pflicht zur Rückholung aus Tunesien konnte aufgrund der dortigen Ermittlungen und des dabei eingezogenen Reisepasses nicht nachgekommen werden. Im November hob das Verwaltungsgericht Gelsenkirchen nach einer Erklärung der tunesischen Behörden, A. sei in seinem Heimatland nicht von Folter bedroht, das vorläufige Abschiebeverbot und damit die Pflicht zur Rückholung auf. Anwaltlich vertreten wurde er von Seda Başay-Yıldız.

## Leben in Deutschland

### Studienaufenthalt
Im September 1997, im Alter von 21 Jahren, kam Sami A. zum Studium nach Deutschland. In der Folgezeit wurden ihm aufgrund seines Studiums Aufenthaltsbewilligungen nach dem bis Ende 2004 geltenden Ausländergesetz erteilt. Diese Aufenthaltsbewilligungen wurden regelmäßig verlängert. Zum Wintersemester 1997/1998 schrieb sich Sami A. an der Fachhochschule Niederrhein in Krefeld ein, zunächst für das Fach Textiltechnik. Später wechselte er nach Köln in den Studiengang Technische Informatik, dann Elektrotechnik. Am 25. Oktober 2004 erhielt A. von der Stadt Köln zum letzten Mal eine Aufenthaltsbewilligung zum Studium, die bis zum 25. Oktober 2005 gültig sein sollte.
Am 14. Januar 2005 meldete sich A. im Zuständigkeitsbereich der Stadt Bochum und beantragte am 24. Oktober 2005 die Verlängerung der Aufenthaltserlaubnis. Er legte eine Studienbescheinigung vor, nach der er im 8. Semester im Studiengang Elektrotechnik an der Fachhochschule Niederrhein eingeschrieben war. Den Studiengang Technische Informatik hatte er endgültig nicht bestanden; vier Semester dieses Studiengangs wurden ihm aber auf den Studiengang Elektrotechnik angerechnet. Doch auch im Fach Elektrotechnik blieb ihm der Erfolg versagt und er brach schließlich sein Universitätsstudium ohne Abschluss ab.

### Reise in den mittleren Osten
Sami A. war 2004/2005 in dem Strafprozess gegen Mitglieder der Terror-Vereinigung Al-Tawhid als Zeuge geladen. Während des Prozesses wurde vom Kronzeugen der Bundesanwaltschaft in diesem Verfahren – Shadi Moh’d Mustafa Abdalla – berichtet, er sei von Dezember 1999 bis Juni 2000 zusammen mit vier anderen Anhängern der sunnitisch-islamischen Bewegung Tablighi Jamaat – unter ihnen Sami A. – von Deutschland aus zunächst nach Saudi-Arabien gereist. Sami A. und er seien dann weiter nach Karatschi/Pakistan, danach über Quetta im Westen Pakistans nach Kandahar in den Süden Afghanistans gereist. Dort sei Sami A. in einem von Osama bin Laden betriebenen Ausbildungslager der al-Qaida militärisch und ideologisch gedrillt worden und im Anschluss sogar in die Leibgarde von Osama bin Laden aufgerückt.
In diesem Lager sei A. u. a. mit Ramzi Binalshibh zusammengetroffen, der als einer der Planer und Organisatoren der Terroranschläge am 11. September 2001 gilt, und sei von diesem besonders herzlich begrüßt worden.
Im al-Qaida-Quartier sei Sami A. auch mit dem späteren Djerba-Mitattentäter Christian Ganczarski, sowie Abu Dhess, der später im zweiten Al-Tawhid-Prozess (in dem Sami A. dann als Zeuge aussagte/s. o.) wegen der Mitgliedschaft in einer terroristischen Vereinigung in Tateinheit mit bandenmäßiger Vorbereitung der Fälschung von amtlichen Ausweisen zu acht Jahren Haft verurteilt werden würde, zusammengetroffen.
Das OLG Düsseldorf hielt die Aussage des Kronzeugen für glaubwürdig – trotz der Beteuerungen von Sami A., es habe sich nur um eine harmlose Pilgerreise gehandelt, er habe nie Afghanistan betreten und sich bis zur Rückkehr nur in Moscheen der pakistanischen Stadt Karatschi aufgehalten, die dem Gericht aufgrund fehlender Details und Zeugen zweifelhaft erschienen.

### Salafistischer Prediger
Zurück in Deutschland betätigte sich Sami A. als salafistischer Prediger und warb für die Errichtung eines islamischen Gottesstaates, bis Anfang 2004 in Köln. Als ihm die Domstadt Anfang 2004 die Aufenthaltsbewilligung nicht mehr verlängerte, ließ er sich in Bochum nieder, wo er bis zu seiner Abschiebung im Jahre 2018 mit seiner Familie lebte.
Er begann unter den Namen „Abu al-Moujtaba“ oder auch „Abu Mujtaba“ in Gebetshäusern, geschlossenen Internet-Foren, zuweilen auch im Bochumer Stadtpark zu predigen, junge Muslime zu radikalisieren und für den Dschihad zu rekrutieren. Unter anderem plante er die Eröffnung einer eigenen Moschee in Bochum, dehnte seine Agitationstätigkeit bis in den Bereich der Ruhr-Universität Bochum aus.
Etwa seit 2004 gelangte er so in die Aufmerksamkeit des Verfassungsschutzes. Der Präsident des Verfassungsschutzes NRW, Burkhard Freier, erklärte: „Wir stufen Sami A. als einen gefährlichen Prediger ein“. Die nordrhein-westfälischen Sicherheitsbehörden stuften Sami A. als „religiöse Autorität“ ein, der bei vielen jungen Muslimen ein hohes Ansehen genieße und von dem eine „generelle Gefahr“ ausgehe. Der damalige Innenminister von NRW Ralf Jäger (SPD) erklärte im Jahre 2012: „Wir haben eindeutige Hinweise, dass er mit seinem extremistischen Gedankengut versucht, junge Menschen zu radikalisieren“. Für junge Muslime sei der Prediger eine „religiöse Autorität“, die „vorbildlich“ wirke – nicht zuletzt dank „seiner militärischen Ausbildung in einem El-Kaida-Lager“ (sic!). Andere Salafisten könnten versuchen ihm „nachzueifern“.
Nach Erkenntnissen der Bundesanwaltschaft war Sami A. unter anderem für die Radikalisierung zweier Mitglieder der Düsseldorfer Qaida-Zelle verantwortlich. Der 21-jährige Amid C. aus Bochum und der 28-jährige Halil S. aus Gelsenkirchen hatten danach bei ihm das ideologische Rüstzeug für einen Bombenanschlag in Deutschland bekommen. Laut LKA NRW stammten auch die beiden Brüder Ömer und Yusuf D. aus Herne aus dem Umfeld des Bochumer Predigers. Beide sollen über den Tunesier den Weg in den Dschihad gefunden haben. Als IS-Terroristen starben beide Ende Oktober 2017 bei US-Luftangriffen in Syrien.

### Kontakte zu Abu Walaa
In jüngerer Vergangenheit hatte Sami A. auch enge Kontakte zu Abu Walaa, dem mutmaßlichen Statthalter der Terror-Organisation Islamischer Staat in Deutschland. Dies belegten Ermittlungsakten, die dem Kölner Stadt-Anzeiger vorlagen. So lud A. Ende Dezember 2015 den im November 2016 inhaftierten Hassprediger aus Hildesheim nach Bochum in eine Karateschule zum Essen und einen Besuch in der Sauna ein.

### Internationale Kontakte zu islamistischen Organisationen
Die WAZ-Gruppe berichtete, dass A. weltweit mit Mitgliedern des al-Qaida-Terrornetzwerks vernetzt sei – unter anderem auch mit Terroristen, denen führende Rollen bei den Anschlägen vom 11. September 2001 in den USA und der Ferieninsel Djerba 2002 zugeschrieben werden.

## Ausweisungsversuche und Asylanträge

### Erster Versuch der Ausweisung aus Deutschland (2006)
Veranlasst durch eine Mitteilung des Generalbundesanwaltes wies die Oberbürgermeisterin der Stadt Bochum Sami A. mit für sofort vollziehbar erklärter Ordnungsverfügung vom 10. März 2006 unter anderem wegen Unterstützung einer Vereinigung, die den Terrorismus unterstützt, und Gefährdung der freiheitlichen demokratischen Grundordnung gemäß § 54 Nr. 5 und 5a Aufenthaltsgesetz (AufenthG) für dauernd aus dem Bundesgebiet aus und lehnte zugleich eine Verlängerung seiner Aufenthaltserlaubnis ab. Ihm wurde die Abschiebung nach Tunesien angedroht.
In der Begründung der Ordnungsverfügung wurde dargelegt, dass man es als erwiesen ansah, dass Sami A. eine militärische Ausbildung in einem Lager der al-Qaida absolviert habe und enge persönliche Kontakte zu führenden Persönlichkeiten dieser Terrorgruppe wie auch ins sonstige militante islamistische Milieu gepflegt habe oder immer noch pflege – insbesondere zu einer Person, die der Beteiligung an dem Anschlag auf die Al-Ghriba-Synagoge auf Djerba 2002 verdächtigt werde.
Darüber hinaus stehe die Mitgliedschaft A.s in der Bewegung Al-Nahda fest, die im Verdacht stehe, durch ihre netzwerkartigen Strukturen den internationalen Terrorismus zumindest mittelbar zu fördern und durch die strengreligiöse Anleitung der Mitglieder den geistigen Nährboden für die Rekrutierung von Dschihad-Kämpfern zu bereiten.
Sami A.s Pass wurde eingezogen und er wurde verpflichtet, sich einmal täglich bei der zuständigen Polizeidienststelle in Bochum zu melden.

### Widerspruch gegen die Ausweisung
Sami A. erhob gegen die Entscheidung der Stadt Bochum Widerspruch und beantragte beim Verwaltungsgericht Gelsenkirchen vorläufigen Rechtsschutz. Das VG Gelsenkirchen lehnte den Antrag jedoch mit Beschluss vom 10. April 2006 – (Az.: 8 L 409/06) – ab. Die gegen diesen Beschluss wiederum erhobene Beschwerde wurde vom Oberverwaltungsgericht NRW in Münster mit Beschluss vom 22. Oktober 2007 – (Az.: 17 B 669/06) – ebenfalls zurückgewiesen.

### Ermittlungsverfahren des Generalbundesanwalts
Ende März 2006 eröffnete der Generalbundesanwalt gegen Sami A. ein Ermittlungsverfahren wegen Verdachts der Mitgliedschaft in einer ausländischen terroristischen Vereinigung (GBA 2 Bjs 13/06-4). Die vorliegenden Beweise gegen Sami A. reichten allerdings nicht für eine Anklage aus, und der Generalbundesanwalt stellte das Ermittlungsverfahren am 16. Mai 2007 mangels Tatnachweises ein. Einer Anklage wegen des Straftatbestands der Mitgliedschaft oder Unterstützung in einer terroristischen Vereinigung im Ausland – § 129b StGB – konnte nicht verfolgt werden, da dieser erst 2002 in Kraft trat (Rückwirkungsverbot im Strafrecht). Und ein Tatnachweis für den Zeitraum 30. August 2002 bis 16. Mai 2007, in dem Sami A. sich in Deutschland aufhielt, konnte durch die Generalbundesanwaltschaft nicht erbracht werden. In einem Vermerk hielt der GBA allerdings fest, dass der Verdacht einer mitgliedschaftlichen Einbindung des Beschuldigten in die ausländische terroristische Vereinigung al-Qaida durch die zahlreichen Ermittlungsmaßnahmen (zwar) nicht erhärtet werden konnte, allerdings auch nicht (vollständig) ausgeräumt worden sei.

### Asylantrag
Bereits am 10. April 2006 stellte Sami A. beim Bundesamt für Migration und Flüchtlinge (BAMF) vorsichtshalber einen Antrag auf Asyl. In der Begründung seines Asylantrags erklärte er, dass die Feststellungen im Urteil des OVG Düsseldorf vom 26. Oktober 2005 (2. Al-Tawhid-Prozess/s. o.), die sich auf ihn bezögen, teils überbewertet, teils falsch interpretiert worden wären. Er sei zu keinem Zeitpunkt in Afghanistan gewesen und habe auch nicht an einem Ausbildungslager der Al-Qaida teilgenommen, sondern habe sich auf der im Dezember 1999 angetretenen Pilgerreise ausschließlich in Pakistan aufgehalten und habe dort täglich an Treffen und Lehrgängen seiner Glaubensbrüder teilgenommen. Auch die ihm vorgehaltenen Kontakte ins islamistische Milieu bestünden tatsächlich nicht. Er sei gegen den Terrorismus.
Er könne auf keinen Fall in seine Heimat zurückkehren. Wenn er mit der Maßgabe abgeschoben würde, dass er in Deutschland eine terroristische Vereinigung unterstütze oder unterstützt habe, bestehe die Gefahr, dass er nach seiner Ankunft inhaftiert würde. Dies gelte sowohl für den Fall einer Abschiebung, als auch bei einer freiwilligen Rückkehr, da die Geheimdienste ihre Erkenntnisse inzwischen international austauschten und das (zu dieser Zeit noch laufende) Ermittlungsverfahren der Generalbundesanwaltschaft wegen Zugehörigkeit zu einer terroristischen Vereinigung, den tunesischen Behörden bekannt sei. In Tunesien seien Folter und Misshandlungen von Gefangenen an der Tagesordnung. Die Haftbedingungen seien unzumutbar. Es komme zu ungeklärten Todesfällen in den Haftanstalten. Die Gerichtsprozesse blieben weit hinter dem internationalen Standard für einen fairen Prozess zurück. Verfolgt würden insbesondere Personen, die im Verdacht stünden, islamistischen Organisationen anzugehören.
Die Gefahr sei bei ihm noch dadurch erhöht, dass die deutschen Behörden ihn noch in Verbindung zu Verdächtigen im Fall des Anschlags auf die Synagoge in Djerba brächten, sein Vater Mitglied der Al-Nahda sei und aus diesem Grund in den 1980er Jahren für ein halbes Jahr inhaftiert gewesen sei. Schließlich habe er selbst in Deutschland zu einer Vielzahl von Personen Kontakt, die als Angehörige der Al-Nahda Asyl erhalten hätten.

### BAMF-Bescheid 2007 – Ablehnung des Asylantrags
Mit Bescheid vom 27. September 2007 lehnte das BAMF den Asylantrag jedoch als unbegründet ab und stellte fest, dass bei Sami A. die Voraussetzungen für die Zuerkennung der Flüchtlingseigenschaft offensichtlich nicht vorlagen. Auch Abschiebungsverbote nach § 60 Abs. 2 bis 7 AufenthG lagen nach Ansicht des BAMF nicht vor. Zugleich forderte das BAMF Sami A. unter Androhung der Abschiebung nach Tunesien auf, Deutschland innerhalb einer Woche nach Bekanntgabe dieses Bescheides zu verlassen. In der Begründung wird ausgeführt: Die Gewährung von Asyl und Flüchtlingsschutz sei für Sami A. nach § 60 Abs. 8 Satz 1 AufenthG und § 3 Abs. 2 Satz 1 Nr. 3 des Asylgesetzes (AsylG) ausgeschlossen. Sami A. sei aus schwerwiegenden Gründen als eine Gefahr für die Sicherheit der Bundesrepublik Deutschland anzusehen.

### Klage gegen den BAMF-Bescheid und Abschiebeverbot
Am 8. Oktober 2007 erhob Sami A. vor dem Verwaltungsgericht Düsseldorf Klage gegen den Bescheid des BAMF. In der mündlichen Verhandlung am 4. März 2009 zog Sami A. die Klage gegen das BAMF teilweise zurück. Er verzichtete auf die Durchsetzung seiner Asylberechtigung und die Feststellung, dass er die Voraussetzungen für die Zuerkennung der Flüchtlingseigenschaft habe. Er beantragte nur noch festzustellen, dass in seinem Fall Abschiebungsverbote nach § 60 Abs. 2 und 5 AufenthG vorlagen, da ihm – nach seiner Ansicht – in Tunesien Folter und unmenschliche Behandlung drohten. Und mit Urteil vom 4. März 2009 (Az.: 11 K 4716/07.A) entschied das Verwaltungsgericht, dass Sami A. nicht nach Tunesien abgeschoben werden dürfe, da für ihn dort die Gefahr bestand, „der Folter oder unmenschlicher oder erniedrigender Behandlung oder Bestrafung unterworfen zu werden.“ (Abschiebeverbot nach § 60 Abs. 2 und 5 AufenthG).
Das Gericht argumentierte:
„Es ist beachtlich wahrscheinlich, dass Personen, die die tunesischen Behörden in qualifizierter Weise in Zusammenhang mit terroristischen, insbesondere islamistischen Organisationen oder Aktivitäten bringen, bei ihrer Rückkehr nach Tunesien verhört und dabei zur Erzwingung von Geständnissen oder Gewinnung weitergehender Erkenntnisse gefoltert oder unmenschlich oder erniedrigend behandelt werden.“
Nach Ansicht des VG Düsseldorf waren diese Voraussetzungen in Bezug auf Sami A. und hinsichtlich Tunesiens erfüllt.
Die Abschiebungsandrohung im genannten Bescheid des BAMF wurde aufgehoben, (allerdings nur) soweit darin Tunesien als Zielstaat der Abschiebung genannt wurde.
Die wesentlichen Aussagen dieses Urteil wurden vom Oberverwaltungsgericht des Landes NRW (OVG) in Münster später bestätigt.

### BAMF-Bescheid 2010 – Abschiebeverbot
Aufgrund der o. g. Urteile (VG Düsseldorf + OVG NRW) stellte das BAMF mit Bescheid vom 21. Juni 2010 fest, dass Sami A. nicht nach Tunesien zurückgeführt werden durfte.

### Staatsanwaltschaft Düsseldorf (Strafbefehl) (2007)
Noch während die Klage Sami A.s gegen den BAMF-Bescheid lief, leitete auf Antrag der Staatsanwaltschaft Düsseldorf das Amtsgericht Düsseldorf Ende 2007 ein Strafverfahren gegen Sami A. wegen uneidlicher Falschaussage als Zeuge im 2. Tawhid-Prozess vor dem Oberlandesgericht Düsseldorf ein. Im Strafbefehl vom 1. November 2007 wurde ausgeführt, dass der Kläger im Rahmen der Hauptverhandlung vor dem OLG Düsseldorf im Verfahren III – VI 13/03 zu einer Reise vernommen worden sei, die er gemeinsam mit vier weiteren Personen im Dezember 1999 angetreten habe und die ihn letztlich in ein militärisches Ausbildungslager der Al-Qaida nach Afghanistan geführt habe, und dass er insoweit ganz bewusst wahrheitswidrig angegeben habe, Ende 1999/Anfang 2000 nicht mit einem der anderen Zeugen in o. g. Prozess in Afghanistan gewesen zu sein. Gegen diesen Strafbefehl legte Sami A. Einspruch ein und mit Beschluss des Amtsgerichts Düsseldorf vom 10. August 2009 wurde das Verfahren nach § 153a Abs. 2 Strafprozessordnung eingestellt, nachdem A. eine Auflage in Höhe von 300 Euro gezahlt hatte.

### BAMF-Bescheid 2014 – Widerruf des Abschiebeverbots
Mit Bescheid vom 17. Juli 2014 widerrief das Bundesamt für Migration und Flüchtlinge (BAMF) die Feststellung, dass im Fall des Klägers ein Abschiebungsverbot nach § 60 Abs. 2 AufenthG nach Tunesien vorliege.
Weiter stellte das BAMF fest, dass [auch] ein subsidiärer Schutzstatus nach § 4 Abs. 1 Satz 2 Nr. 1 und 3 AsylVfG nicht zuerkannt werde und [auch] Abschiebungsverbote nach § 60 Abs. 5 und 7 AufenthG nicht vorlägen.
Zur Begründung hieß es, nach dem Regimewechsel in Tunesien infolge des "Arabischen Frühlings" bestehe für Sami A. nun keine Gefahr mehr.
Das damalige Regime in Tunesien, von dem die angenommene Verfolgungsgefahr ausgegangen sei, existiere nicht mehr. [Nach gewaltsamen öffentlichen Protesten hatte Ben Ali am 14. Januar 2011 das Land verlassen und war nach Saudi-Arabien geflohen]. Eine generelle oder gar systematische Verfolgung von Salafisten in Tunesien sei nicht erkennbar. Vorwürfe wegen Folter durch die Innenbehörden würden nur noch vereinzelt geltend gemacht und dann auch disziplinar- und strafrechtlich verfolgt.
Berichtet würden zwar vereinzelte Misshandlungen von radikalen Salafisten. Diese seien jedoch im Fall von Sami A. „nicht beachtlich wahrscheinlich“.
Nach der eingeholten Auskunft des Auswärtigen Amtes vom 11. November 2013 sei gegen Sami A. nach Auskunft der tunesischen Behörden kein Verfahren anhängig. Es werde auch nicht nach ihm gefahndet. Dies treffe auch auf seine Familienmitglieder zu.
Der Gewährung von subsidiärem Schutz stünden die Ausschlussgründe nach § 4 Abs. 2 Satz 1 Nr. 3 und 4 AsylVfG entgegen.

### Abschiebung
Nach Beschluss des Verwaltungsgerichts Gelsenkirchen vom 12. Juli 2018 (Az. 7a L 1200/18.A) durfte Sami A. nicht abgeschoben werden, solange es von Tunesien keine diplomatische Note gebe, Sami A. dort nicht zu foltern. Am 13. Juli wurde Sami A. durch die Behörden der Stadt Bochum aus Deutschland dennoch abgeschoben. Obwohl dem BAMF der Beschluss seit 8:14 Uhr bekannt war, wurde Sami A. eine Stunde später den tunesischen Behörden übergeben. Der nordrhein-westfälische Flüchtlingsminister Joachim Stamp erklärte am 16. Juli, der Beschluss des Verwaltungsgerichts sei erst durch Bekanntgabe ergangen, als Sami A. „seinem Heimatland bereits näher war, als der Bundesrepublik“.
Der von der Bundespolizei gebuchte Abschiebeflug kostete rund 35.000 Euro. Am 13. Juli bezeichnete das Verwaltungsgericht Gelsenkirchen die Überführung nach Tunesien als „eine in der Sache grob rechtswidrige Abschiebemaßnahme“. Die Stadt Bochum legte daraufhin Beschwerde gegen die Entscheidung des VG Gelsenkirchen beim Oberverwaltungsgericht des Landes NRW in Münster ein.
Am 27. Juli ordnete ein Untersuchungsrichter in Tunis A.s Entlassung aus der Untersuchungshaft an. Die Ermittler hätten keine Beweise für seine Verwicklung in Terroraktivitäten gefunden. Es werde aber weiter ermittelt und A.s Reisepass wurde einbehalten. Die Ausreise aus Tunesien wurde Sami A. für die Dauer des Verfahrens untersagt.
Am 15. August entschied das Oberverwaltungsgericht für das Land Nordrhein-Westfalen, dass das Verwaltungsgericht Gelsenkirchen die Stadt Bochum zu Recht verpflichtet habe, den von ihr abgeschobenen tunesischen Staatsangehörigen Sami A. unverzüglich auf ihre Kosten in die Bundesrepublik Deutschland zurückzuholen. Das OVG hielt die Abschiebung für „offensichtlich rechtswidrig“ und argumentierte, dass diese nach Ergehen des asylrechtlichen Aussetzungsbeschlusses im Verfahren 7a L 1200/18.A nicht hätte fortgesetzt werden dürfen. Der Aussetzungsbeschluss habe bewirkt, dass das Abschiebeverbot, welches vom Bundesamt für Migration und Flüchtlinge (BAMF) am 20. Juni 2018 widerrufen worden war, wegen drohender Folter nun wieder hätte beachtet werden müssen.
Ricarda Brandts, Präsidentin des Oberverwaltungsgerichts, kritisierte zudem die Behörden: „Hier wurden die Grenzen des Rechtsstaates ausgetestet.“ Das Urteil ist letztinstanzlich und rechtskräftig. Bekäme die Bundesregierung allerdings von Tunesien eine Versicherung, dass Sami A. in Tunesien keine Folter drohe, wäre eine erneute Abschiebung rechtmäßig.
Minister Joachim Stamp erklärte, die Abschiebung nicht mehr in letzter Minute gestoppt zu haben aus Sorge, damit gegen internationales Recht zu verstoßen. Mit dem neueren Wissen halte er die Entscheidung für falsch und bedauere sie. Wäre Sami A. in Tunesien mit Folter konfrontiert worden, hätte er ohne Zögern seinen Rücktritt erklärt.

#### Androhung von Zwangsgeldern
Die Stadt Bochum wurde mit Beschluss des Verwaltungsgerichts Gelsenkirchen vom 13. Juli 2018 verpflichtet, Sami A. unverzüglich auf ihre Kosten in die Bundesrepublik Deutschland zurückzuholen. Mit Beschluss vom 24. Juli (8 L 1359/18) wurde ihr auf Antrag von Sami A. ein Zwangsgeld in Höhe von 10.000 Euro angedroht, falls sie dieser Verpflichtung nicht bis zum 31. Juli 2018 nachkomme. Gegen die Androhung des Zwangsgeldes legte die Stadt Bochum beim OVG für das Land NRW in Münster Beschwerde ein, die am 31. Juli abgewiesen wurde, da die Stadt „bislang keinerlei Bemühungen entfaltet habe, der ihr auferlegten Rückholverpflichtung nachzukommen.“
Mit Beschluss vom 3. August 2018 setzte das Verwaltungsgericht Gelsenkirchen das Zwangsgeld von 10.000 Euro fest und drohte ein weiteres Zwangsgeld an. Das Gericht beurteilte die Bemühungen der Stadt, Sami A. zurückzuholen, als zu gering.
Gegen diese Entscheidungen des Verwaltungsgerichts Gelsenkirchen legte die Stadt Bochum erneut Beschwerde beim OVG ein. Dieses entschied am 28. August 2018, dass die Stadt Bochum kein Zwangsgeld zahlen musste. Einer Beugung des Willens der Stadt Bochum bedürfe es nicht mehr, weil sie nach Ergehen der erstinstanzlichen Zwangsgeldfestsetzung „alles derzeit in ihrer Macht Stehende unternommen habe, um die Rückholung von Sami A. zu bewirken“. Sie habe „konkret zugesichert, Sami A. unverzüglich eine aufenthaltsrechtliche Betretenserlaubnis zu erteilen und das Auswärtige Amt um die Ausstellung eines Einreisevisums zu ersuchen.“ Der Stadt könne nicht vorgeworfen werden, sich um einen deutschen Reiseausweis nicht bemüht zu haben. Darüber hinaus habe Sami A. nicht glaubhaft machen können, die ihm zur Verfügung stehenden Möglichkeiten zur Erlangung eines gültigen tunesischen Reisepasses vollständig ausgeschöpft zu haben.

### Aufhebung der Rückholpflicht
Im November 2018 hob das Verwaltungsgericht Gelsenkirchen das vorläufige Abschiebeverbot auf, nachdem die tunesischen Behörden erklärt hatten, dass A. in seinem Heimatland nicht von Folter bedroht sei. Die diplomatische Zusicherung sei „angesichts des vorangegangenen intensiven Austausches auf höchster politischer und diplomatischer Ebene“ verlässlich, auch weil das Interesse der Medien am Fall und dessen politische Bedeutung „in besonderem Maße die tatsächliche Einhaltung der Zusicherung durch die tunesischen Behörden“ sichere. Nicht glaubhaft seien dagegen Angaben von A., man habe ihn nach seiner Abschiebung in Tunesien gefoltert und unmenschlich behandelt. Damit entfiel die Pflicht der Stadt Bochum zur Rückholung. Im Dezember hob das Verwaltungsgericht auch die Rückholanordnung auf. Das Oberverwaltungsgericht Nordrhein-Westfalen wies eine Beschwerde von Sami A. gegen das Urteil im Juni 2019 zurück.

## Weiterer juristischer Verlauf
Gegen die Beschlüsse des Verwaltungsgerichts Gelsenkirchen vom 21. November 2018 und 17. Dezember 2018 erhob A. unter Beantragung von Prozesskostenhilfe Verfassungsbeschwerde, die mit Beschluss vom 10. April 2019 nicht zur Entscheidung angenommen wurde. Das Bundesverfassungsgericht führte unter anderem aus, die Beschwerde sei unzulässig, weil wesentliche Unterlagen nicht vorgelegt und Grundrechtsverletzungen nicht detailliert vorgetragen wurden. Mit Beschluss des Verwaltungsgerichts Gelsenkirchen vom 19. Dezember 2018 wurde der Antrag A.`s auf kostenpflichtige Rückholung in die Bundesrepublik im einstweiligen Rechtsschutz abgelehnt. Am 16. Januar 2019 erging das klageabweisende Urteil in der Hauptsache, das die Aufhebung des Abschiebeverbots bestätigte. Das Verwaltungsgericht Gelsenkirchen ging nicht davon aus, dass A. trotz der vorgelegten eidesstattlichen Versicherung von tunesischen Behörden einer unmenschlichen Behandlung unterzogen würde. Die Kammer bezog sich dabei auf Presseberichterstattung, die den tunesischen Anwalt zitierte, A. werde nicht gefoltert, sondern fürchte sich davor. Die tunesische Antiterrorpolizei habe sich A. gegenüber korrekt verhalten. Das Oberverwaltungsgericht Nordrhein-Westfalen wies am 12. Juni 2019 die Beschwerde gegen die Aufhebung des Rückkehrgebots zurück. 2019 beantragte A. vor dem Verwaltungsgericht Gelsenkirchen die Aufhebung der Befristungsentscheidung, die im Zuge der Abschiebung getroffen wurde. A. wurde für die Dauer von 10 Jahren die Wiedereinreise in das Bundesgebiet verboten. Zudem begehrte er die Erteilung einer Aufenthaltserlaubnis. Als Begründung wurde unter anderem ausgeführt, er wolle das Umgangsrecht mit seinen Kindern, auf das er sich mit seiner Ehefrau nach Ermittlungsverfahren wegen des Verdachts auf Körperverletzung zulasten der gemeinsamen Kinder und wegen des Verdachts des Sozialbetruges am 30. Mai 2018 geeinigt hatte, wahrnehmen. Das Gericht wies dieses Begehren im einstweiligen Rechtsschutz und in der Hauptsache zurück. Der begründeten Annahme fortdauernder Gefährlichkeit habe A. keine durchgreifenden Bedenken entgegengesetzt. Im Übrigen sei es A. zuzumuten, den Kontakt zu seinen minderjährigen deutsch-tunesischen Kindern mittels Videotechnik und anderer Fernkommunikationsmittel oder im Rahmen von Besuchskontakten in Tunesien weiterhin aufrechtzuerhalten.

## Privates
Sami A. heiratete im Jahre 2005 eine Tunesierin. Seine Ehefrau und das im Februar 2007 geborene erste Kind wurden am 26. Januar 2010 unter Beibehaltung ihrer tunesischen Staatsangehörigkeit in Deutschland eingebürgert. Auch die im September 2008, November 2009 und Mai 2014 geborenen weiteren Kinder sind deutsche und zugleich tunesische Staatsangehörige. Als Ehemann einer Deutschen und Vater von vier Kindern genoss Sami A. zusätzlichen Abschiebeschutz.

## Weiterführende Literatur
- Bin Ladens mutmaßlicher Ex-Leibwächter: So lief die Abschiebung des Sami A. In: Spiegel Online. 16. Juli 2018 (spiegel.de [abgerufen am 16. August 2018]).